# مقتل تاير نيكولز
في 10 يناير 2023، توفّي تاير نيكولز، بعد ثلاثة أيام من توقف حركة المرور من قبل ضباط قسم شرطة ممفيس في 7 يناير. ذكرت إدارة شرطة ممفيس في البداية في 8 يناير أن توقف حركة المرور في نيكولز كان بسبب القيادة المتهورة. ولكن في وقت لاحق في 27 يناير صرح قائد شرطة ممفيس أن اللقطات لم تظهر أي دليل على وجود سبب محتمل لتوقف المرور. بعد توقف حركة المرور، اندلعت مشاجرة أولية قام خلالها الضباط بنشر رذاذ الفلفل والصاعق الكهربائي. هرب نيكولز سيرًا على الأقدام، ووقعت مشاجرة ثانية على مسافة قصيرة عندما قبض عليه ضباط شرطة ممفيس، ثم لكموا وركلوا وجه نيكولز وضربوه على ظهره بهراوة. أفادت وسائل الإعلام أن اللقطات لم تظهر نيكولز يقاوم أو يبدو أنه يستفز الضباط أثناء الضرب. تم نقلوه إلى المستشفى في حالة حرجة وتوفي في النهاية.
تم فصل الضباط الخمسة - تاداريوس بين، وديمتريوس هالي، وإيميت مارتن الثالث، وديزموند ميلز جونيور، وجوستين سميث - جميعهم من أصل أفريقي من قسم الشرطة. وكشف تشريح الجثة بتكليف من عائلته عن "نزيف حاد ناجم عن الضرب المبرح". في 26 يناير، تم القبض على الضباط الخمسة المتورطين ووجهت إليهم تهم القتل والخطف والاعتداء وسوء السلوك. فتح مكتب التحقيقات بولاية تينيسي ووزارة العدل الأمريكية تحقيقات. علاوة على ذلك، تم إعفاء اثنين من رجال الإطفاء من ممفيس الذين شاركوا في رعاية المرضى الأولية لنيكولز من الخدمة، في انتظار إجراء تحقيق داخلي.

## الأطراف المعنية

### تاير نيكولز
كان تاير ديندري نيكولز (5 يونيو 1993-10 يناير 2023) رجلًا أمريكيًا من أصل أفريقي يبلغ من العمر 29 عامًا. كان والد ابن كان يبلغ من العمر 4 سنوات عندما توفي نيكولز. في وقت وفاته، كان يعمل لدى فيديكس وكان مصورًا طموحًا. نشأ نيكولز في ساكرامنتو (كاليفورنيا)، وانتقل إلى ممفيس (تينيسي)، في عام 2020. وفقًا للمحامي بنيامين كرامب، كان نيكولز يعاني من نقص الوزن بسبب مرض كرون، حيث كان يزن حوالي 145 رطلاً (66 كجم) على ارتفاع 6 أقدام و 3 بوصات (191) سم).داء كرون

### ضباط الشرطة
كان الضباط المعنيون من ثلاث إلى ست سنوات من الخبرة. كانوا جميعًا أعضاء في وحدة شرطة النقطة الساخنة المكونة من 50 شخصًا والمعروفة باسم SCORPION (عملية جرائم الشوارع لاستعادة السلام في أحياءنا)، وهي مجموعة من الضباط السريين الذين تم تجميعهم في أكتوبر 2021، كفريق استجابة للتعامل مع الجرائم الخطيرة. كان الضباط يقودون سيارة لا تحمل علامات مميزة ويرتدون ملابس مدنية ويرتدون سترات واقية من الرصاص تحمل علامة "بوليس". منذ ذلك الحين، دعا رئيس شرطة ممفيس إلى مراجعة وحدة SCORPION.
- تم تعيين تاداريوس بين، الأصغر بين الخمسة، من قبل شرطة ممفيس في أغسطس 2020.
- تم تعيين ديميتريوس هالي، ضابط الإصلاحيات السابق، من قبل شرطة ممفيس في عام 2020.
- تم تعيين إميت مارتن الثالث من قبل شرطة ممفيس في مارس 2018.
- ديزموند ميلز جونيور، سجين سابق في ميسيسيبي وتينيسي والأقدم بين الخمسة، تم تعيينه من قبل شرطة ممفيس في مارس 2017.
- تم تعيين جاستن سميث من قبل شرطة ممفيس في مارس 2018.

## توقف حركة المرور والموت
تم إيقاف تاير نيكولز في حوالي الساعة 8:24 مساءً. في 7 يناير 2023، بالقرب من تقاطع طريق إيست رينز وطريق روس. ذكرت إدارة شرطة ممفيس في البداية في 8 يناير أن توقف حركة المرور في نيكولز كان بسبب القيادة المتهورة. في 27 كانون الثاني (يناير)، صرحت رئيسة شرطة ممفيس، سيريلين ديفيس، أن قسمها راجع اللقطات، بما في ذلك من كاميرات الجسد، "لتحديد السبب المحتمل ولم نتمكن من إثبات ذلك [...] هذا لا يعني أن شيئًا ما لم يحدث، لكن ليس هناك دليل".
في محطة المرور، دفع الضباط نيكولز أرضًا. حوالي الساعة 8:25 مساءً، بدأ صراع بين الضباط ونيكولز. حاولوا تثبيت نيكولز على الأرض، وهددوه، وصرخوا بكلمات بذيئة، واستخدموا رذاذ الفلفل والصاعق الكهربائي عليه. في النهاية، أطلق نيكولز سراحه وركض جنوبًا على طريق روس، حيث طارده ضابطان على الأقل. وصلت وحدتا شرطة أخريان إلى مكان توقف المرور حوالي الساعة 8:29 مساءً  وأظهرت اللقطات أن ضابطا ظل في منطقة توقف المرور قال فيما يتعلق بزملائه ونيكولز: "أتمنى أن يداسوا مؤخرته".
حدثت المواجهة الثانية التي أجراها نيكولز مع الشرطة على بعد أقل من نصف ميل (800 م ) بعيداً عن المرور، توقف عند الساعة 8:33 مساءً حيث تعرض للضرب لمدة ثلاث دقائق تقريباً. وأظهرت لقطات من كاميرا مراقبة للشرطة مثبتة على عمود الضباط وهم يضربون نيكولز تسع مرات على الأقل "دون استفزاز واضح"، حسبما ذكرت شبكة سي إن إن. عندما تم تشغيل الكاميرا العمودية لإظهار الحادث، أظهرت ضابطًا يستخدم ساقه لدفع نيكولز بقوة على الأرض. سحب الضباط نيكولز من كتفيه وركلوا نيكولز في وجهه مرتين. سحب الضباط نيكولز إلى وضعية الجلوس، ثم ضرب أحد الضباط ظهر نيكولز بهراوة، ثم ضرب نيكولز مرة أخرى بعد أن جره الضباط إلى وضع الركوع. بعد ذلك، سحب الضباط نيكولز إلى وضع الوقوف وقيدوا يديه؛ خلال هذا الوقت، تعرض نيكولز لكمات متكررة في وجهه من قبل الضباط، وفي النهاية سقط على ركبتيه. في غضون الدقيقة التالية، يبدو أن ضابط ركل نيكولز. تُظهر اللقطات خمس لكمات على الأقل على وجه نيكولز. أثناء الضرب، دعا نيكولز والدته مرارًا وتكرارًا، وفي بعض الأحيان كان يحرك يديه لتغطية وجهه، و "[لم] يبدو أنه يرد الضربة أبدًا"، حسبما ذكرت صحيفة نيويورك تايمز. ووصفت بي بي سي نيوز أن لقطات الحادث أظهرت الضباط وهم يضربون نيكولز "دون أي علامات تدل على مقاومته".
بحلول الساعة 8:37 مساءً، كان نيكولز مقيد اليدين وغير قادر على الحركة بسبب إصابات خطيرة. كان يعرج وقام الضباط بدعمه على جانب سيارة شرطة. وأظهرت اللقطات أنه بعد اعتقال نيكولز على الأرض، قال أحد الضباط: "كنت أضربه بصانع التبن، يا كلب"، بينما قال آخر: "قفزت إلى الداخل، وبدأت في هزّه". وصل المسعفون حوالي الساعة 8:41 مساءً لكنهم لم يبدأوا في مساعدة نيكولز إلا بعد 16 دقيقة. ووصلت سيارة الإسعاف الساعة 9:02 مساءً ونقلت نيكولز إلى مستشفى القديس فرنسيس الساعة 9:18 مساءً بعد أن اشتكى من ضيق في التنفس. وتوفي في 10 يناير / كانون الثاني متأثراً بجراحه وأظهر تقرير تشريح الجثة أنه "عانى من نزيف حاد ناجم عن الضرب المبرح".

## التحقيقات والتهم الجنائية
في 7 يناير / كانون الثاني، طلب المدعي العام ستيف مولروي من مكتب التحقيقات بولاية تينيسي التحقيق في مزاعم الاستخدام المفرط للقوة أثناء الاعتقال. في 15 يناير، أعلنت إدارة شرطة ممفيس أن الضباط المعنيين سيواجهون إجراءات إدارية. كما فتحت وزارة العدل الأمريكية و مكتب التحقيقات الفيدرالي (FBI) تحقيقًا.
في 20 يناير، أعلنت شرطة ممفيس أن الضباط الخمسة المتورطين – تاداريوس بين، وديمتريوس هالي، وإيميت مارتن الثالث، وديزموند ميلز جونيور، وجوستين سميث – سيُطردون. الضباط الخمسة جميعهم أمريكيون من أصل أفريقي.
وقالت رئيسة الشرطة، سيريلين ديفيس، إن سلوك الضباط يشكل "إخفاقًا للإنسانية الأساسية"، وإنها "مرتبكة" بسبب عدوان الضباط، وأنه لم يكن من الواضح لماذا أوقف الضباط نيكولز. وقالت إن مقطع الفيديو أظهر "أفعالًا تتحدى الإنسانية ... تجاهلًا للحياة، و واجب الرعاية الذي أقسمنا عليه جميعًا ومستوى من التفاعل الجسدي يتجاوز ما هو مطلوب في تطبيق القانون"، وأن ما حدث لنيكلز كان "تقريبًا نفس حادثة رودني كينغ، إن لم يكن أسوأ منها".
بحلول 24 يناير / كانون الثاني، تم إعفاء اثنين من تقنيي الطوارئ الطبية في قسم الإطفاء في ممفيس من الخدمة دون مزيد من التوضيح.
وقال رئيس بلدية ممفيس، جيم ستريكلاند، إنه سيتم نشر لقطات فيديو للحادث في وقت لاحق في يناير، أولاً لعائلة نيكولز ثم للجمهور بمجرد انتهاء التحقيق الداخلي لقسم الشرطة. قال محامو عائلة نيكولز الذين شاهدوا اللقطات إنها ذكّرتهم بضرب رودني كينغ، وأن الضباط استخدموا نيكولز كـ"بينياتا بشرية".
في 24 يناير، تم القبض على الضباط الخمسة ووجهت إليهم تهمة القتل العمد من الدرجة الثانية، والاعتداء الجسيم، والاختطاف المشدد، وسوء السلوك الرسمي، والقمع الرسمي. اعتبارًا من 27 يناير / كانون الثاني، أطلق الرجال الخمسة بكفالة وأُطلق سراحهم، وفقًا لسجلات سجن مقاطعة شيلبي.

## رد فعل الجمهور والاحتجاجات
في 27 يناير / كانون الثاني، تم نشر لقطات فيديو الكاميرا التي يرتديها رجال الشرطة عن الحادث للجمهور. أفادت وكالة أسوشيتد برس أنه وفقًا لرئيس شرطة ممفيس ديفيس، فإن المسؤولين "قرروا عن قصد أنه سيكون من الأفضل نشر الفيديو في وقت لاحق من اليوم، بعد انتهاء ساعات المدارس وعودة الناس إلى منازلهم من العمل" بسبب القلق بشأن الاضطرابات المدنية التي قد تنجم عن ذلك بعد صدوره. في اليوم السابق، تحدث رئيس الولايات المتحدة جو بايدن مع عائلة نيكولز، وانضم إلى دعوتهم للاحتجاج السلمي. كما أخبر بايدن الأسرة أنه سوف يجدد الضغط مع الكونغرس لتمرير قانون جورج فلويد للعدالة في الشرطة لمعالجة سوء سلوك الشرطة.
في يوم نشر الفيديو، قال مدير مكتب التحقيقات الفدرالي كريستوفر وراي إنه أصيب بالذهول من الفيديو، وأصدر باتريك يوس، الرئيس الوطني للشرطة الأخوية، بيانًا أن "الحدث كما هو موضح لنا لا يشكل عمل الشرطة شرعياً أو توقف حركة المرور بشكل خاطئ. هذا اعتداء جنائي بحجة القانون". وقال عمدة مدينة نيويورك، إريك آدامز، للصحافة إن البيت الأبيض أطلعه ورؤساء البلديات الآخرين على شريط الفيديو قبل صدوره، وإنه "سيثير الألم والحزن لدى الكثيرين منا وسيغضبنا".
وقال محامي نيكولز إن الشرطة ضربت نيكولز "بوحشية"، ووصفت صحيفة لوس أنجلوس تايمز لقطات ضربه بأنها "مروعة"، وشبهتها بضرب رودني كينغ.
بعد نشر الفيديو، منع المتظاهرون في ممفيس حركة المرور على الطريق السريع 55.